# 6 мм Longue Portée
6 мм Longue portée — унитарный фланцевый патрон, созданный Шарлем Пидо на основе патрона Флобера во второй половине XIX века.

## Конструкция
Представляет собой латунную гильзу от патрона Флобера, наращенную кольцевой медной вставкой до длины примерно 28 мм. Пуля свинцовая, безоболочечная. Выпускались и варианты с мелкой дробью.

## Другие названия
Встречается под следующими названиями: 5,5 Bosquette; 5,6 Longue portée; 5,6 mm French Longue portée; 5,85 x 29; 6 x 28; 6 mm Extra Longue Double Headed; 6 mm Extra-longue; 6 mm French Longue portée two component case; 6 mm Pidault-Cordier.